# 斯特凡諾·勞倫齊尼
斯特凡諾·勞倫齊尼（英語：Stefano Lorenzini，約1652年—?）是一位意大利外科醫師和魚類學家。
他在1678年首次發現了勞倫氏壺腹（ampullae of Lorenzini），這是一種特殊的感覺器官，充滿糊狀物質，讓魚類可以感知水中的電場。每個壺腹都有許多充滿糊狀物質的細管，透過體側線在皮膚上有開口，另一端則會連結到一個充滿糊狀物質的囊中。壺腹會成群的分佈在體內，每一群會連接到不同部位的皮膚，但會維持左右對稱。這些壺腹讓魚類可以感知電場、磁場和溫度梯度等。斯特凡諾·勞倫齊尼的發現對於我們理解魚類的感知能力和生態行為有重要意義。